# 28 дней спустя
«28 дней спустя» (англ. 28 Days Later) — британский постапокалиптический фильм ужасов режиссёра Дэнни Бойла по сценарию Алекса Гарленда. Главную роль исполнил Киллиан Мёрфи, во второстепенных ролях снялись Наоми Харрис, Кристофер Экклстон, Ноа Хантли, Меган Бёрнс и Брендан Глисон. Фильм рассказывает о велосипедном курьере, который выходит из комы и обнаруживает, что случайное высвобождение очень заразного, вызывающего агрессию вируса вызвало распад общества.
Гарленд черпал вдохновение из серии фильмов Джорджа Ромеро «Живые мертвецы» и романа Джона Уиндема «День триффидов». Сам Бойл расценивал свой фильм в том числе и как дань жанру фильмов о зомби, которому он и другие создатели «28 дней спустя» в какой-то степени придали новое дыхание. Съёмки проходили в 2001 году в различных местах Великобритании. Съёмочная группа снимала в течение коротких периодов времени ранним утром и временно закрывала улицы, чтобы запечатлеть узнаваемые и, как правило, оживлённые районы, когда они были пустынными. Джон Мёрфи написал оригинальный саундтрек, в который вошли инструментальные песни Брайана Ино, группы «Godspeed You! Black Emperor» и других артистов.
Премьера состоялась 1 ноября 2002 года в Великобритании и 29 января 2004 года в России. Фильм получил положительные отзывы от критиков и стал коммерчески успешным, заработав более 82,7 миллиона долларов по всему миру при скромном бюджете в 8 миллионов долларов. Он стал одним из самых прибыльных фильмов ужасов 2002 года. Рецензенты высоко оценили режиссуру Бойла, выступления актеров, сценарий Гарленда, атмосферу и саундтрек. Несмотря на то, что Бойл не считает его фильмом о зомби, фильму приписывают оживление зомби-жанра и влияние на возрождение в десятилетие после его выхода с его быстро развивающейся зараженной и управляемой персонажами драмой. С момента своего выхода он был включен в несколько списков фильмов «лучших из» и сохранил титул, особенно в условиях пандемии COVID-19 в 2020-х годах.
В 2007 году был выпущен фильм-сиквел «28 недель спустя» и графический роман «28 дней спустя: Последствия», в 2009 — серия комиксов, также под названием «28 дней спустя». В 2017 году журнал Time Out включил фильм в список 100 лучших британских фильмов. В июне 2019 года Бойл подтвердил, что третья часть франшизы находится в разработке.

## Сюжет
Группа «зелёных» экстремистов вторгается в лабораторию Кембриджа. Перепуганный насмерть учёный просит экстремистов не выпускать подопытных обезьян, поскольку те заражены «вирусом ярости». Тем не менее, одна из экстремисток открывает клетку, выскочивший наружу шимпанзе кусает женщину. Неизвестная инфекция мгновенно поражает её организм, и она нападает на остальных экстремистов и учёного.
28 дней спустя главный герой Джим приходит в себя в реанимационном отделении больницы. Он убеждается, что не только больница, но и город Лондон покинуты людьми, повсюду видны последствия массовых беспорядков и хаоса. Джим натыкается на газету, где написано: «Эвакуация. Жители покидают Лондон».
Джим заходит в церковь, где на него нападают зомби. Его спасают двое выживших — Селина и Марк, забросав заражённых бутылками с зажигательной смесью. Добравшись до укрытия они рассказывают Джиму, что в ходе четырёхнедельной эпидемии вся Англия заполнилась заражёнными, которые нападают на неинфицированных. Сообщалось о случаях заражения в Париже и Нью-Йорке, после чего связь с цивилизацией была потеряна. Джим рассказывает, что он курьер, попал в ДТП и пришёл в себя уже в больнице. Он просит Селину и Марка проводить его домой, надеясь что его родители ещё живы. На следующий день троица выходит в поход, но добравшись до цели, обнаруживают что родители Джима совершили самоубийство, выпив снотворного. Герои решают заночевать в доме, поскольку передвигаться по городу ночью очень опасно. Джим просматривает видео, привлекая внимание своих заражённых соседей — мистера Бриджеса с дочерью. Марк убивает зомби, но один успевает укусить его за руку. Селина убивает шокированного Марка и объясняет Джиму, что для превращения в зомби достаточно 20 секунд.
Джим и Селина замечают вспышки гирлянды в окне высотного дома. Они идут на сигнал и находят убежище в квартире двоих выживших — Фрэнка и его дочери Ханны. Они слышат радиообращение: группа солдат укрепилась у заставы близ Манчестера и призывает выживших присоединиться к ним, обещая безопасность и вакцину от инфекции. Герои добираются до аванпоста, но Фрэнк заражается. Подъехавшие солдаты пристреливают Фрэнка и отвозят выживших в уединённое поместье, где укрепилась группа солдат под командованием майора Веста. Офицер предлагает Джиму и девушкам поселиться с ними и ждать, пока все заражённые погибнут от голода. Чтобы понять когда это произойдёт, солдаты сохранили жизнь своему инфицированному темнокожему товарищу по прозвищу Почтальон, приковав его цепью на заднем дворе.
Ночью на особняк нападают зомби, но солдаты отбивают атаку. Разгорячённый боем, капрал Митчел пристаёт к Селине. Майор Вест прекращает начавшуюся потасовку и рассказывает Джиму, что обещал своим солдатам женщин, потому что «без женщин нет будущего». Поняв что их заманили в чудовищную ловушку, Джим спешит к женщинам, но солдаты запирают Джима и вступившегося за него сержанта Фарелла в камеру. Фарелл предполагает, что в мире продолжается обычная жизнь, а Британские острова взяты в карантин.
На следующее утро Митчелл и рядовой Джонс выводят Фарелла и Джима в лес, чтобы расстрелять. Неопытный Джонс прошивает очередью Фарелла, едва не задев капрала, тот в гневе сбивает с ног рядового, не заметив как Джим убегает. Джим прячется от погони среди трупов и выбирается за стены поместья. Он замечает пролетающий реактивный самолёт. Митчелл говорит Джонсу, что безоружный Джим уже покойник, солдаты возвращаются в поместье.
Джим запускает сирену на аванпосту. Майор и рядовой Дэвис спешат на джипе к заставе. Джим убивает Дэвиса и выводит из строя джип. Отбившись от стаи зомби, майор бежит к поместью. Солдаты собираются изнасиловать Селину и Ханну, Селине удаётся вручить Ханне лошадиную дозу успокоительного, чтобы избавить девушку от психологической травмы. Очередью из автомата Джим разбивает цепь Почтальона, освободившийся зомби заражает рядового Клифтона, в поместье воцаряется хаос. Джим убивает Джонса и Митчела и выводит женщин к машине, но там их ждёт майор Вест. Он скашивает выстрелом Джима, но севшая за руль Ханна подъезжает к Почтальону, зомби выволакивает своего бывшего командира из машины. Селина и Ханна отвозят умирающего Джима в больницу, где лихорадочно пытаются его реанимировать.
Через 28 дней Джим просыпается в сельском доме. Обессилевшие заражённые валяются на дорогах. Мимо дома пролетает истребитель, Джим, Селина и Ханна спешно выкладывают полотнищем на земле слово «Hello», пилот замечает сигнал и просит прислать вертолёт.

### Альтернативные концовки
Концовка фильма, показанная в окончательной версии, не единственная, отснятая для фильма. Три более пессимистичных концовки были размещены на DVD с фильмом в качестве дополнительных материалов. Во всех этих концовках Джим погибает.
- Джим умирает в больнице. После побега из особняка Селина и Ханна отвозят умирающего Джима в больницу. Несмотря на все их усилия Джим умирает. Ошеломлённые Селина и Ханна стоят в неподвижности; Ханна обращается к подруге с вопросом, что делать дальше. Селина, собравшись с силами, говорит, что они должны отправляться в дорогу; Селина и Ханна забирают оружие и уходят через двери палаты, постепенно закрывающиеся за их спинами. Эта концовка присутствовала в первоначальном варианте, представленном на предварительных показах. Она была отброшена, как чересчур мрачная: большинство зрителей сочло, что женщины уходят навстречу неминуемой смерти. Режиссёр фильма Бойл и сценарист Гарленд, однако, отмечали эту концовку как «истинную», в которой Джим завершает своего рода цикл, снова оказавшись один в покинутой больнице.
- Спасатели находят выживших, кроме Джима. Этот вариант концовки, отснятый, но полностью не смонтированный, очень напоминает вышедший в итоге на экраны финал фильма. В нём точно так же показаны хлопочущие в доме Селина и Ханна, умершие от голода заражённые на дорогах, самолёт-разведчик и выложенное простынями слово «Hello». Единственное отличие — в сцене отсутствует Джим. Этот вариант концовки должен был дополнить предыдущий, где Джим умирает в больнице, показав, что хотя бы для его спутниц всё закончилось благополучно.
- «Радикальная альтернатива». Эта концовка фильма, соответствующая одному из вариантов сценария, вообще не была отснята, на DVD она находится в виде серий раскадровок с закадровыми комментариями Бойла и Гарленда. В соответствующей ей версии сценария вообще отсутствовали солдаты и особняк. Когда выжившие добираются до заброшенного военного поста у Манчестера и Фрэнк случайно заражается, на помощь выжившим никто не приходит; Джим, Селина и Ханна связывают пытающегося убить их Фрэнка, надеясь найти какой-то способ излечения заразы.
Они обнаруживают, что военные — погибшие или разбежавшиеся — охраняли большой медицинский центр, тот самый, откуда распространилась эпидемия. Внутри они находят полусумасшедшего учёного, запершегося за бронированной дверью в комнате с запасами еды и воды; он не желает пускать выживших внутрь, боясь, что они покусятся на его запасы и впустят внутрь заражённых. Кроме того, он не хочет разговаривать с выжившими, будучи уверен, что они скоро погибнут, и боясь привязаться к ним. После безуспешных попыток открыть дверь или выманить учёного наружу Джим выпытывает у него, что лекарство от болезни всё-таки существует: болезнь лечится полным переливанием крови. Из выживших лишь у Джима та же группа крови, что у Фрэнка, и он решает пожертвовать собой, перелив Фрэнку всю свою кровь. В итоге переливания Фрэнк возвращается в чувство, но Джим заражается сам. В медицинский центр вламывается толпа заражённых, и Фрэнк, Селина и Ханна прячутся за бронированной дверью вместе с учёным. В конце фильма камеры наблюдения показывают буйствующего Джима, привязанного к столу точно так же, как в начале фильма к тому же столу был привязан лабораторный шимпанзе.
Бойл и Гарленд разработали этот альтернативный вариант сценария, решив рассмотреть такой расклад, при котором четвёрка выживших оставалась бы в центре повествования до самой концовки. В итоге они всё же отвергли его, посчитав исцеление посредством переливания крови слишком неправдоподобным.

## Создатели фильма

### В ролях
- Киллиан Мёрфи — Джим
- Наоми Харрис — Селина, фармацевт
- Ноа Хантли — Марк
- Брендан Глисон — Фрэнк
- Меган Бёрнс[англ.] — Ханна
- Кристофер Экклстон — майор Генри Уэст
- Марвин Кэмпбелл — рядовой Мэйлер
- Стюарт Маккуарри — сержант Фаррелл, философ
- Крис Данн — отец Джима
- Эмма Хитчинг — мать Джима

### Съёмочная группа
- Режиссёр — Дэнни Бойл
- Сценарий — Алекс Гарленд
- Продюсеры — Эндрю Макдональд, Грег Каплан, Роберт Хау
- Оператор — Энтони Дод Мэнтл

## «Вирус ярости»
Как вспоминал режиссёр Бойл, он с удовольствием смотрел фильмы о зомби, но понимал, что они были продуктами своей эпохи — времён холодной войны, когда общество находилось в постоянном страхе перед ядерной войной. У современности свои страхи, и его привлекла в сценарии Гарленда идея вирусного апокалипсиса — причём с вирусом, действующим не столько на организм, сколько на психику человека. Идея «вируса ярости», по мнению Бойла, перекликается с характерной для современности проблемой социальной агрессии — на дорогах, в больницах, даже в супермаркетах.
Продюсер фильма Эндрю Макдональд отметил, что учёные-вирусологи в фильме пытались разработать успокоительное средство, пресекающее гнев, подобное «Валиуму» (диазепаму). Специально для его испытаний была получена и введена лабораторным обезьянам культура вируса, вводившая их в состояние постоянного раздражения, вплоть до слепой ярости.
Дэнни Бойл так изложил концепцию вируса:

Это вирус, поражающий приматов. Он чудовищно вирулентен и переносится при контакте с кровью. Он приводит к страшному состоянию агрессии, при котором даже звук человеческого голоса заставляет вас захотеть убить этого человека. И он, однако же, обречён на исчезновение, потому что они не могут питаться, они не понимают в жизни ничего другого, кроме убийств…
Оригинальный текст (англ.)It’s a primate-based virus. It’s hideously virulent and is spread by contact with the blood. It leads to an appalling state of aggression, where even the simple sound of a human voice makes you want to kill that person. It has a built-in obsolescence though because they can’t feed themselves, they don’t understand any process about living, other than killing..

В известной степени идея вызываемого «вирусом ярости» заболевания перекликается с бешенством, также вирусной лихорадкой, вызывающей у заражённых животных изменения поведения; однако основой для его экранного воплощения послужила геморрагическая лихорадка Эбола, тоже вирусная. Вирус Эбола поражает приматов (обезьян и людей), передаётся именно через кровь и слизистые оболочки (глаза, полость рта), практически во всех случаях смертелен. У лихорадки Эбола были заимствованы и внешние симптомы — сильное обезвоживание, интенсивное внутреннее и внешнее кровоточение, поражение кожи; один из наиболее пугающих симптомов — поражённые вирусом глазные яблоки наполняются кровью, сочащейся наружу. При этом больной, что естественно, слепнет, однако в фильме заражённые, даже при наполненных кровью глазах, оставались зрячими. В фильме этот характерный симптом имитировали специальным гримом и красными контактными линзами — по словам продюсера Макдональда, на грим заражённых ушла большая часть бюджета фильма.

## Саундтрек
Диск с саундтреком к фильму был выпущен Beggars XL 17 июля 2003 года. Большая часть музыки к фильму была написана британским композитором Джоном Мерфи; в фильме также звучали отдельные треки, написанные Брайаном Ино, музыкальными группами Grandaddy, Blue States, Godspeed You! Black Emperor. Трек последних — East Hastings (Джим идёт по улицам Лондона) на диске не представлен.
| №  | Название композиции                     | Авторы / исполнители              | Время | Примечания                                                                                                  |
| -- | --------------------------------------- | --------------------------------- | ----- | --- |
| 1  | «The Beginning»                         | Джон Мерфи                        | 2:56  | Инструментальные композиции                                                                                 |
| 2  | «Rage»                                  | Джон Мерфи                        | 22    | Инструментальные композиции                                                                                 |
| 3  | «The Church»                            | Джон Мерфи                        | 16    | Инструментальные композиции                                                                                 |
| 4  | «James’s Parents»                       | Джон Мерфи / Перри Эллейн (вокал) | 2:29  | Переаранжированная версия церковного гимна Abide with Me.                                                   |
| 5  | «Then There Were 2»                     | Джон Мерфи                        | 0:42  | Инструментальные композиции                                                                                 |
| 6  | «Tower Block»                           | Джон Мерфи                        | 26    | Инструментальные композиции                                                                                 |
| 7  | «Taxi (Ave Maria)»                      | Джон Мерфи / Перри Эллейн         | 2:08  | Переаранжированная версия Аве Мария (Бах и Гуно).                                                           |
| 8  | «The Tunnel»                            | Джон Мерфи                        | 39    | Инструментальная композиция                                                                                 |
| 9  | «A.M. 180»                              | Grandaddy                         | 5:06  | Песня американской группы Grandaddy, уже выходившая в их альбоме в 1997 году и в виде сингла — в 1998 году. |
| 10 | «An Ending (Ascent)»                    | Брайан Ино                        | 4:17  | Инструментальные композиции                                                                                 |
| 11 | «No More Films»                         | Джон Мерфи                        | 0:48  | Инструментальные композиции                                                                                 |
| 12 | «James’s Dream»                         | Джон Мерфи                        | 0:40  | Инструментальные композиции                                                                                 |
| 13 | «In Paradisum»                          | Джон Мерфи                        | 2:11  | Переаранжированная версия «Реквиема» Габриеля Форе.                                                         |
| 14 | «Frank’s Death — Soldiers»              | Джон Мерфи                        | 2:39  | Переаранжированная версия «Реквиема» Моцарта.                                                               |
| 15 | «I Promised Them Women»                 | Джон Мерфи                        | 1:24  | Инструментальные композиции                                                                                 |
| 16 | «The Search For James»                  | Джон Мерфи                        | 2:41  | Инструментальные композиции                                                                                 |
| 17 | «Red Dresses»                           | Джон Мерфи                        | 0:48  | Инструментальные композиции                                                                                 |
| 18 | «In The House — In A Heartbeat»         | Джон Мерфи                        | 4:16  | Инструментальные композиции                                                                                 |
| 19 | «The End»                               | Джон Мерфи                        | 1:55  | Инструментальные композиции                                                                                 |
| 20 | «Season Song»                           | Blue States                       | 4:12  | Инструментальные композиции                                                                                 |
| 21 | «End Credits»                           | Джон Мерфи                        | 1:46  | Инструментальные композиции                                                                                 |
| 22 | «Season Song (Rui Da Silva Remix)»      | Blue States                       | 7:39  | Ремикс трека «Season Song» из того же альбома; был добавлен в качестве бонуса в издании альбома в США.      |
| 23 | «Taxi (Ave Maria) (Jacknife Lee Remix)» | Джон Мерфи / Перри Эллейн         | 6:15  | Ремикс трека «Taxi» из того же альбома; был добавлен в качестве бонуса в издании альбома в США.             |

## Производство
Согласно режиссёру Бойлу, первым, что вдохновило Алекса Гарленда на написание сценария фильма, стало начало романа Джона Уиндэма «День триффидов», в котором герой просыпается в больнице и обнаруживает, что все вокруг ослеплены «метеоритным дождём».
Сцены пустынных улиц Лондона — Пикадилли, Вестминстерский мост, Оксфорд-стрит — столь оживлённые в дневные и вечерние часы, снимались ранним утром, обычно перед самым рассветом, для чего дорожная служба перекрывала движение на несколько минут.
В этих условиях кинооператор Энтони Дод Мэнтл использовал цифровые MiniDV-камеры Canon XL1, которые, хоть и уступали в качестве съёмки традиционной киноаппаратуре, использующей 35-миллиметровую плёнку, обладали значительно меньшими габаритами, что позволяло быстро развернуть их на местности и успеть сделать большее количество кадров.
Для съёмок пролетающего в конце фильма над главными героями самолёта использовался истребитель-бомбардировщик Королевских ВВС «Хокер Хантер» компании Bianchi Aviation Film Services, специализирующейся на восстановлении для кинематографических целей самолётов, снятых с производства.

## Награды и номинации

### Награды
| Год  | Награда или фестиваль                                                   | Категория                                      | Примечание                             |
| ---- | ----------------------------------------------------------------------- | ---------------------------------------------- | -------------------------------------- |
| 2003 | Empire Awards UK                                                        | Лучший британский фильм                        |                                        |
| 2003 | Европейская премия в области кино (англ. European Film Awards)          | Лучший оператор                                | Энтони Дод Мэнтл                       |
| 2003 | Фестиваль «Фантаспорту»                                                 | Grand Prize of European Fantasy Film in Silver | Дэнни Бойл                             |
| 2003 | Фестиваль «Фантаспорту»                                                 | Лучший режиссёр                                | Дэнни Бойл                             |
| 2003 | Narcisse Award (Neuchâtel International Fantasy Film Festival)          | Лучший зарубежный фильм                        |                                        |
| 2004 | Сатурн (приз Академии научной фантастики, фэнтези и фильмов ужасов США) | Лучший фильм ужасов                            |                                        |
| 2004 | Премия «Чёрная плёнка» (англ. Black Reel Awards)                        | Прорыв года                                    | Наоми Харрис за исполнение роли Селины |

### Номинации
| Год  | Награда или фестиваль                                                   | Категория                           | Примечание                             |
| ---- | ----------------------------------------------------------------------- | ----------------------------------- | -------------------------------------- |
| 2003 | Премия Британского независимого кино                                    | Лучшие достижения в производстве    |                                        |
| 2003 | Премия Британского независимого кино                                    | Лучший британский независимый фильм |                                        |
| 2003 | Премия Британского независимого кино                                    | Лучший режиссёр                     | Дэнни Бойл                             |
| 2003 | Empire Awards UK                                                        | Лучший начинающий актёр             | Киллиан Мёрфи за исполнение роли Джима |
| 2003 | Фестиваль «Фантаспорту»                                                 | Лучший зарубежный фильм             |                                        |
| 2004 | Сатурн (приз Академии научной фантастики, фэнтези и фильмов ужасов США) | Лучший режиссёр                     | Дэнни Бойл                             |
| 2004 | Сатурн (приз Академии научной фантастики, фэнтези и фильмов ужасов США) | Лучший сценарий                     | Алекс Гарленд                          |
| 2004 | Премия общества поддержки независимого кино «Chlotrudis»                | Лучший оператор                     | Энтони Дод Мэнтл                       |
| 2004 | Премия общества поддержки независимого кино «Chlotrudis»                | Лучший режиссёр                     | Дэнни Бойл                             |
| 2004 | Премия общества поддержки независимого кино «Chlotrudis»                | Лучший фильм                        |                                        |
| 2004 | Премия общества поддержки независимого кино «Chlotrudis»                | Лучший оригинальный сценарий        | Алекс Гарленд                          |
| 2004 | Hugo Awards                                                             | Лучший фильм                        |                                        |
| 2003 | Сандэнс                                                                 | Лучший фильм                        |                                        |